# Tränendrüse

Tränenapparat:
a = Tränendrüsen
b = oberes Tränenpünktchen
c = oberes Tränenröhrchen
d = Tränensack
e = unteres Tränenpünktchen
f = unteres Tränenröhrchen
g = Tränennasengang

Die Tränendrüse (lat. Glandula lacrimalis) ist eine Drüse zur Produktion des größten Teils der Tränenflüssigkeit. Die Tränendrüse liegt innerhalb der Augenhöhle dem Auge seitlich oben auf. Sie produziert Elektrolyte sowie eine große Anzahl an Eiweißverbindungen. Ihr Sekret wird über 6 bis 12 Ausführungsgänge in das Gewölbe des Bindehautsacks (Fornix conjunctivae) geleitet und über den Lidschlag über der Hornhaut verteilt. Die Tränenflüssigkeit hält die Hornhaut feucht und ernährt sie. 
Die Tränendrüse bildet zusammen mit den zusätzlichen Tränendrüsen den produzierenden Anteil des Tränenapparates. Die gebildete Tränenflüssigkeit wird über die ableitenden Tränenwege in die Nasenhöhle geleitet.

## Histologie
Die Tränendrüse des Menschen ist eine rein seröse Drüse mit tubuloazinösen Endstücken und ist als solche im lichtmikroskopischen Präparat differentialdiagnostisch von der Ohrspeichel- und der Bauchspeicheldrüse zu unterscheiden: Ein Schalt- und Streifenstücksystem ist, im Gegensatz zur Ohrspeicheldrüse, nicht ausgebildet, Langerhans-Inseln und zentroazinäre Zellen gibt es nur in der Bauchspeicheldrüse. Fettzellen in unterschiedlicher Anzahl können aber sowohl in Ohrspeichel- als auch in der Tränendrüse vorkommen. 
Die Azinuszellen sezernieren pro Tag etwa 500 Mikroliter eines NaCl-haltigen Sekrets, das auch Faktoren zur Abwehr von Krankheitserregern wie Lysozym oder Immunglobulin A enthält. Die Sekretion erfolgt merokrin.

## Innervation

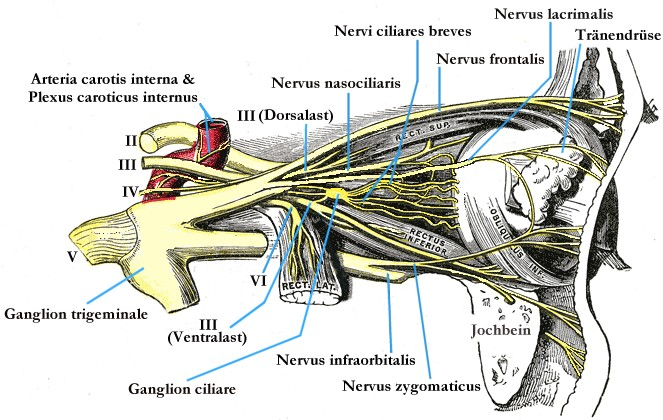
Nerven der Augengegend

Die Tränendrüse wird durch sympathische, parasympathische und somatosensible Nervenfasern innerviert.
Der Anteil des Parasympathikus stimuliert die Sekretproduktion der Tränendrüse. Die postganglionären (zweites Neuron) Fasern kommen aus dem Ganglion pterygopalatinum und stammen ursprünglich aus dem Nervus facialis, dem VII. Hirnnerv. Die parasympathischen Fasern des N. facialis haben im Nucleus salivatorius superior ihren Ursprung und ziehen zum Ganglion geniculi, durch welches sie jedoch unverschaltet hindurchziehen. Hier entspringt der Nervus petrosus major, dem sich der Nervus petrosus profundus (aus dem Plexus caroticus internus) anlegt. Beide ziehen zusammen als Nervus canalis pterygoidei durch den Canalis pterygoideus (in der Wurzel der Flügelfortsätze des Keilbeins) zum Ganglion pterygopalatinum. Dort werden die (präganglionären) Fasern für die Tränendrüse auf das zweite Neuron umgeschaltet. 
Die Fasern für die Tränendrüse treten aus dem Ganglion pterygopalatinum aus und legen sich dem Nervus zygomaticus (einem Ast des N. maxillaris, welcher aus dem N. trigeminus stammt) bei seinem Durchtritt durch das Foramen rotundum ins Schädelinnere an, folgen ihm durch die Fissura orbitalis inferior in die Augenhöhle und verlassen ihn dort als Ramus communicans. Sie legen sich nun dem Nervus lacrimalis (einem Ast des Nervus ophthalmicus aus dem N. trigeminus) an und gelangen mit diesem zusammen zu ihrem Ziel, der Tränendrüse.
Die sensible Innervation der Tränendrüse erledigt der Nervus lacrimalis (V1), welchem sich die parasympathischen Fasern zuletzt anlagern.
Der Sympathikus wirkt hemmend auf die Sekretproduktion, vermutlich indem er eine Vasokonstriktion bewirkt. Sympathische Fasern kommen aus dem Ganglion cervicale superius und bilden den Plexus caroticus internus. Sie konvergieren zum Nervus petrosus profundus, treten mit der A. carotis interna durch den Canalis caroticus, legen sich (wie oben beschrieben) dem N. petrosus major an und gelangen schließlich in das Ganglion pterygopalatinum. Sie verlassen dieses ohne Umschaltung, legen sich dem Nervus zygomaticus und dem Nervus lacrimalis an und gelangen so in den Bereich der Tränendrüse.

## Gefäßversorgung
Die arterielle Versorgung erfolgt über die Arteria lacrimalis, einem Ast der Arteria ophthalmica. Der Blutabfluss erfolgt über die Vena lacrimalis, die dann in die Vena ophthalmica superior mündet.

## Erkrankungen der Tränendrüse
Bei einer vermehrten Tränenproduktion kommt es zum Augenträufeln (Epiphora). Eine solche Überproduktion ist meistens eine reflektorische Antwort auf eine Reizung sensibler Nervenenden des Auge, insbesondere der Hornhaut. Sie stellt somit keine Erkrankung „an sich“ dar, als vielmehr eine normale (physiologische) Schutzreaktion auf einen krankhaften Zustand (z. B. Fremdkörper, Krankheitserreger, physikalische oder chemische Reize). Eine Überproduktion kann auch durch emotionale Reize (Weinen) verursacht werden. Eine Abflussstörung der ableitenden Tränenwege kann auch bei normaler Tränenproduktion zu einer Epiphora führen. Verminderte Tränenproduktion durch eine verringerte Expression von Lacritin ist die Ursache für Keratoconjunctivitis sicca („trockenes Auge“).
Entzündungen der Tränendrüse werden als Dakryoadenitis bezeichnet und sind selten. Beim Heerfordt-Syndrom ist eine chronische Tränendrüsenentzündung mit einer Entzündung der Ohrspeicheldrüse kombiniert. Das Sjögren-Syndrom ist eine Autoimmunerkrankung des Körpers, die unter anderem auch die Tränen- und Speicheldrüsen betrifft. Auch beim Mikulicz-Syndrom, einer reaktiven Schwellung der Tränen- und Speicheldrüsen bei verschiedenen Allgemein- und Systemerkrankungen – z. B. bei Hodgkin- und Non-Hodgkin-Lymphomen, Leukämien und Sarkoidose, auch vereinzelt bei Tuberkulose, Syphilis, Sialadenose und Hyperthyreose – kann eine Tränendrüsenentzündung beobachtet werden.
Ein Vorfall der Tränendrüse kommt bei Menschen gelegentlich vor, jedoch auch bei Tieren (Meerschweinchen, pea eye). Hier schiebt sich die Tränendrüse unter die Bindehaut im oberen Teil des Auges und ist hier als weißlich-gelbe Masse sichtbar. Der Tränendrüsenvorfall ist harmlos und bedarf bei sonstiger Beschwerdefreiheit keiner Behandlung.
Fehlbildungen finden sich beim LADD-Syndrom, eine Aplasie kommt beim ALSG-Syndrom vor.
Gut- oder bösartige Tumoren der Tränendrüse (Tränendrüsentumor) machen etwa 8 % aller Orbitatumoren aus.

## Andere Tränendrüsen
Neben der eigentlichen Tränendrüse finden sich in den Augenlidern die Meibom-Drüsen, die eine flüssige fetthaltige Substanz produzieren, die den Tränenfilm stabilisiert. Ihre Funktion ist von hormonellen Schwankungen abhängig. An den Wimpern finden sich die Öffnungen der Moll-Drüsen, welche Substanzen produzieren, die gegen krankmachende Keime wirksam sind.
In dem Bindehautsack finden sich die akzessorischen (zusätzlichen) Tränendrüsen (Glandulae lacrimales accessoriae). Es handelt sich dabei um in die Schleimhaut eingelagerte Drüsenpakete. Solche akzessorischen Drüsen liegen in der Wand der Bindehaut (Glandulae conjunctivales, Krause-Drüsen, Wolfring-Drüsen), der Nickhaut (Glandulae palpebrae tertiae, Hardersche Drüse) und beim Hund auch in der Tränenkarunkel (Glandula carunculae lacrimalis). Diese sind vom Feinaufbau der eigentlichen Tränendrüse ähnlich und tragen zu der Produktion der wässrigen Komponente der Tränenfilmflüssigkeit bei. Die zusätzlichen Tränendrüsen werden über parasympathische Fasern, die im Nervus infratrochlearis verlaufen, versorgt.